# Alexandre Struys
 (septembre 2014).
- Si vous ne connaissez pas le sujet, laissez ce bandeau (vous pouvez alors contacter les auteurs).
- Si vous supprimez le contenu mis en cause (vous pouvez préalablement contacter les auteurs),

argumentez précisément cette suppression dans la page de discussion
(un manque de référence n'est pas un argument ; une recherche réelle de référence doit avoir été effectuée, être formellement documentée).
Alexandre Théodore Honoré Struys, né à Berchem le 24 janvier 1852 et mort à Uccle le 25 mars 1941, est un peintre belge de scènes de genre et de portraits.
Après avoir fréquenté les Académies de Doordrecht et de Rotterdam, il fut formé par Joseph Van Lerius  à l'Académie royale des beaux-arts d'Anvers, il a été, à partir de 1897, membre de cette institution et l'un des principaux représentants de la « peinture naturaliste sociale » belge. Il s'est vu décerner la médaille d'or à l'Exposition universelle de Paris de 1889 et le grand prix à  l'Exposition universelle de 1900. Ses œuvres les plus importantes sont La Visite du patient, L'Abandon et Le Désespoir,,.
« Théodore Struys étudie avec Johann Rutten à Dordrecht, puis devient l'élève de Beaufaux et Jozef Van Lerius à l'académie d'Anvers de 1864 à 1871. Il expose à Gand à partir de 1871 et voyage avec Jan Van Beers, en France et à Londres.  En 1875, il participe au Salon de Bruxelles et est repéré par Lucien Solvay pour ses deux tableaux bien différents. Peut-être (voir photo du Violoniste) et l'autre, nettement plus grand :  Le Mangeur de moules.   En 1876 il fait scandale avec son tableau "anticlérical" Les Oiseaux de proie (ou God is dood (traduction : Dieu est mort) pour le titre original en néerlandais) qui fut la véritable cause du scandale. En 1877, il est nommé professeur de peinture et de gravure puis directeur à l'École des beaux-arts de Weimar (Großherzoglich-Sächsische Kunstschule Weimar) dont un Belge, Charles Verlat, avait déjà été directeur et un autre Belge Ferdinand Pauwels professeur. Il quitte ce poste en 1882 et part pour La Haye, où il réalise des portraits, puis s'installe avec ses parents au 172 boulevard des Capucins à Malines en 1884, se consacrant alors à des sujets sociaux ».

## Biographie, œuvre et influences

### Peintre besogneux de la misère
Alexandre Struys n'avait pas d'atelier; il peignait la misère sur les lieux de celle-ci, dans des pauvres masures, des intérieurs misérables où il puise son inspiration et ses sujets. D'une extrême conscience artistique, il a le travail assez pénible et lent. C'est ainsi que la Visite au malade (1893) lui a coûté onze mois d'un labeur continu avec les quatre modèles posant toujours à la fois. Son malade était un pauvre homme des environs de Malines, poitrinaire au dernier degré; les autres modèles étaient le père et la femme du paysan ainsi qu'un vieillard de l'hospice revêtu d'une soutane et personnifiant le type du vieux prêtre ou du bon curé de campagne.
Un critique d'art contemporain a donné de l'artiste cette description: « Struys est un nerveux triste, un sensitif. Observateur d'une intensité rare. Le travail d'incubation est long et l'enfantement de l'œuvre laborieuse. Il passe des nuits entières au sujet projeté. Jamais il ne travaille à deux œuvres à la fois. C'est ce travail qui fait que toutes ses toiles, sous leur simplicité apparente, recèlent l'œuvre d'un penseur qui a su synthétiser une situation sans déclamation. ».
Parmi les critiques qui l'admiraient sans retenue, on trouve Lucien Solvay (en) rédacteur en chef du journal Le Soir et correspondant de la revue musicale Le Ménestrel de Paris et Achille Chainaye du journal belge La Réforme.
On peut comprendre ainsi l'amitié entre Struys et le symboliste Jakob Smits, autre peintre des humbles et des pauvres. Il a influencé des artistes comme Leo van Aken du groupe Les XIII et le peintre hollandais Arthur Briët (nl).
À propos de son tableau « Gagne-pain » (1886), présenté au Musée d'Anvers, Solvay  note : « Struys, de recherche tenace dans une voie bien nouvelle, malgré l'apparent souvenir de Charles De Groux, s'est fait, sans déclamation, le «  peintre de la misère et de la douleur ». Dans ses personnages qui font figures de « héros d'épopée sociale » faite de larmes et de tristesse, il a réussi à mettre tout ensemble ce que De Groux n'a point su faire, du style et du sentiment, sans jamais cesser d'être nature. Dans La Réforme du 6 août 1888, Achille Chainaye écrit à propos du De Broodwinner présenté à l'exposition triennale d'Anvers : « Je suis allé directement au tableau de M. Struys.  De Broodwinner, désormais rendu célèbre par la réflexion que fit devant lui le roi, dans sa visite le jour de l'inauguration, et la réponse de l'artiste.  Si cet incident, absolument étranger aux choses de l'art, a mis en popularité le tableau et son auteur. De Broodwinner est avant tout une œuvre émue et son éloquence poignante n'a point le faux éclat d'un plaidoyer de commande. Plus sanglante en est la révélation et plus grand est le peintre de la misère nationale... ».

### Séjour en Allemagne
Struys occupa la fonction de directeur de l'Académie de Weimar de 1877 à 1882 à la place de son compatriote Willem Linnig (le jeune) malade. Une commande de cinq tableaux avait été passée aux deux professeurs belges de Weimar relatant des moments décisifs de la vie de Luther pour le château de la Wartbourg. Si ceux de Struys — Prêche de Luther et Mort de Luther — ont été acceptés et payés, par contre, les trois autres, de Linnig, ont été soit refusés, soit non payés, ce qui provoqua la colère et le départ de Linnig. Un troisième tableau de Struys intitulé Portrait de madame Mathilde Arnemann-Stamman (1809-1896) a fait partie des collections du château (le portrait de son mari semble lui aussi refusé car il était encore chez les Struys à Malines). Struys quitta à son tour ses fonctions peu après, se plaignant de la désorganisation de l'institution. Pendant son directorat, il eut notamment pour élève Christian Rohlfs.
Il devint en 1880 chevalier de première classe de l'ordre du Faucon blanc de Weimar et plusieurs de ses tableaux, dont Mort de Luther et Feu le baron Surmont de Volsberghe, font partie en 1880 de l'Exposition historique de l'Art belge (1830-1880).
En octobre 1898, Struys se confie et dicte à son ami Louis Stroobant (1862-1950) :

« Je vécus à Weimar d'une façon assez dissolue quand je ne savais que faire, j'allais me commander un nouveau costume ou j'allais chez le coiffeur ! Malgré mon traitement élevé (10 000 marks), j'arrivais trop court ! La société des officiers avec lesquels je me trouvais  souvent m'était funeste. Nous jouions un jeu d'enfer.  On me forçait à tenir la banque et j'y laissais régulièrement mon argent. Je m'occupais aussi de la création de cortèges, d'achat d'antiquités, de tout enfin sauf de mes peintures. Aussi, je sentais que j'étais perdu pour l'Art ! Lorsque je formai le projet d'épouser ma femme, je changeai complètement ma manière de vivre. Après mon mariage, c'était une fatalité, je ne vendais plus rien ! Ma femme avait reçu  la part de son père dont l'intérêt  était insuffisant pour nous faire vivre.  Je ne voulais pas toucher à ce petit capital et c'est alors que je fis de la peinture sur porcelaine ! Kleintjens m'a été  à cette époque d'un grand secours et je lui en suis encore bien reconnaissant.  Il a encore une quantité de mes peintures sur porcelaine.  Ce sont pour la plupart  des copies d'après les anciens maîtres.  Etant jeune, j'avais aidé mon père qui faisait la peinture sur verre et j'appris ainsi à connaître les procédés de cuisson, etc.  Ces porcelaines peintes, je les faisais cuire à Bruxelles.  Et cela vers 1883 - 1884... »

Traversant une période pénible, il dut faire à Berlin deux copies de tableaux anciens pour le compte de De Graaf de Rotterdam. Cette commande lui prit six mois de travail au prix de mille florins par copie.
Il exposa à l'exposition annuelle de Munich où il remporta la petite médaille d'or.
Il fut invité à participer aux salons du Cercle Les XIII.

### Retour en Belgique et reconnaissance internationale
À peine arrivé à Malines où habitent depuis peu ses parents, il devient directeur de l'Académie de cette ville. Il réalise de nombreuses eaux-fortes d'après ses tableaux dont certaines hors commerce comme Peut-être, Déception ou Kinderkensdag ou une pochade préparatoire sur papier comme Vieux avec serviette autour du cou se préparant à manger.
Dans le journal Le Soir du 16 juin 1896, on signale la vente publique sous l'autorité des notaires Ectors et Cantoni de la galerie de tableaux de feu Chrétien Dansaert (Bruxelles 1829 - Bruxelles 1895) qui a eu lieu en son hôtel situé au 32 Boulevard Bischoffsheim à Bruxelles. On y a vendu l'Enfant malade de Struys au prix de 2 200 francs. Les experts étaient les frères J. et A. Le Roy.
Il entre en relation avec Louis Stroobant, alors directeur de la prison de Malines. Le courant passe aussitôt et ils deviennent amis. En bon généalogiste, Stroobant retrouve une parenté entre leurs deux mères. Ainsi Stroobant va vivre dans l'ombre du Maître pendant plusieurs années.
Il s'est  vu décerner une médaille d'or à l'Exposition universelle de Paris de 1889.
À Paris, lors de l'Exposition universelle de 1900, trois tableaux de Struys sont présents au catalogue sous les numéros suivants :
- 94 Confiance en Dieu (collection Van Cutsem)   planche 126
- 95 Mois de Marie (collection W.I. Defoer)       planche  46
- 96 Désespéré (Musée de Gand)                    planche  62.

Il y reçoit le grand-prix  pour cet ensemble de ses œuvres présentées.
Après ces deux prestigieuses médailles récoltées à Paris en 1899 et en 1900, Struys devient l'artiste belge incontournable.
La Ville d'Anvers lui remet une médaille d'honneur exécutée par Pierre-Henri Van Perk à la suite de ce succès de Paris.
Camille Lemonnier le surnomme le "François Coppée des bonnes âmes". En 1900, il reçoit une médaille en bronze du Groupe De Scalden d'Anvers.
En 1902, Struys devient membre de la commission administrative du Salon de 1902 (neuvième salon organisé par la Société des Beaux-Arts à Bruxelles).
En 1905, lors des fastes jubilaires de Belgique, Struys est vice-président de la Société royale des Beaux-Arts. À l'occasion du 75e anniversaire de son pays, il est nommé membre du Comité de patronage de l'Exposition rétrospective de l'Art belge.
En 1911, il présente un superbe tableau De Mechelsche Kantwerkster (ou la Dentelière malinoise), et celui d'un jeune bon curé agenouillé dans un salon cossu dont la fenêtre donne sur les toits de la cathédrale de Malines.
Chevalier de l'ordre de Léopold.
Il fut également membre de l'Académie royale de Belgique et de l'Institut de France

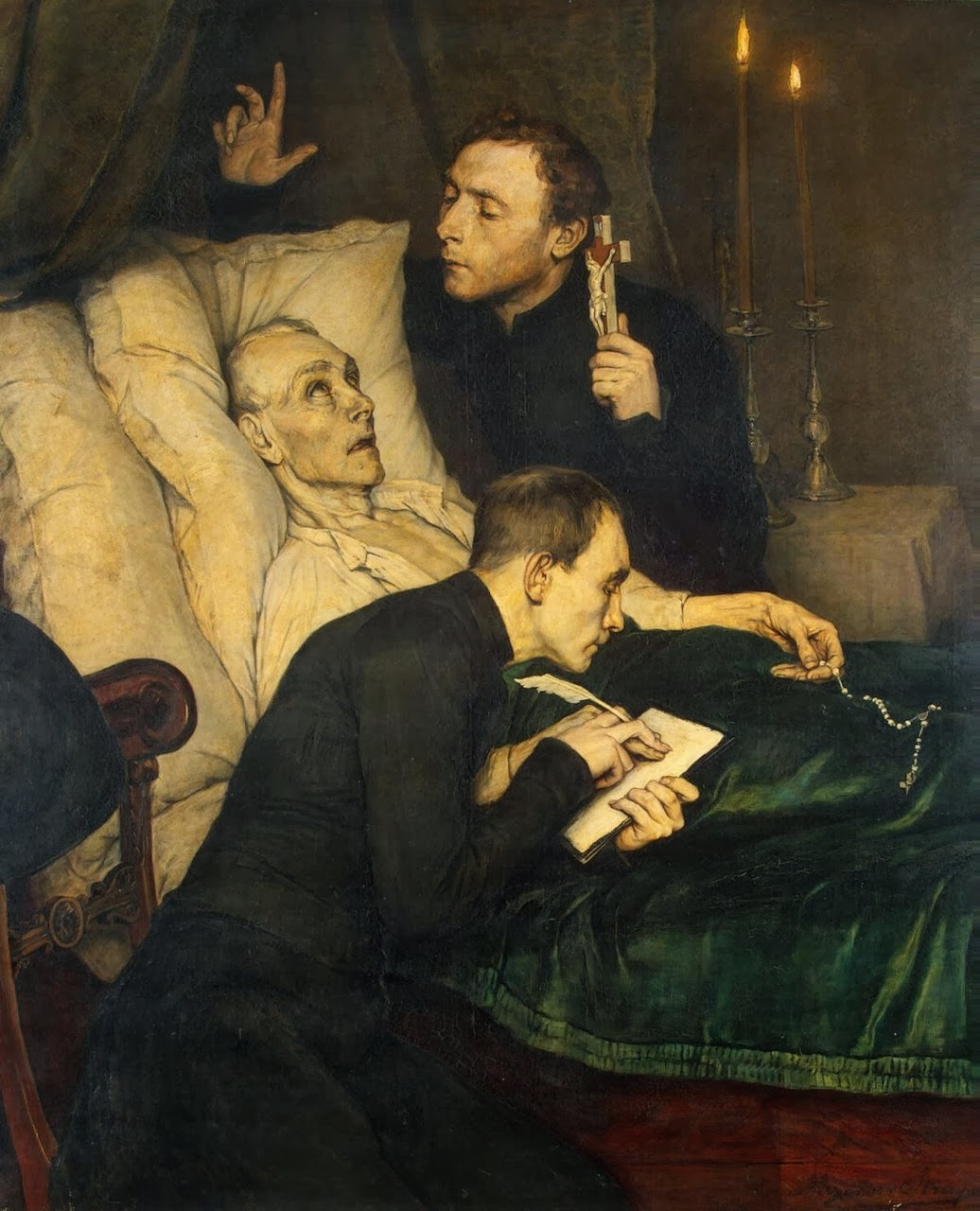
Les oiseaux de proie.
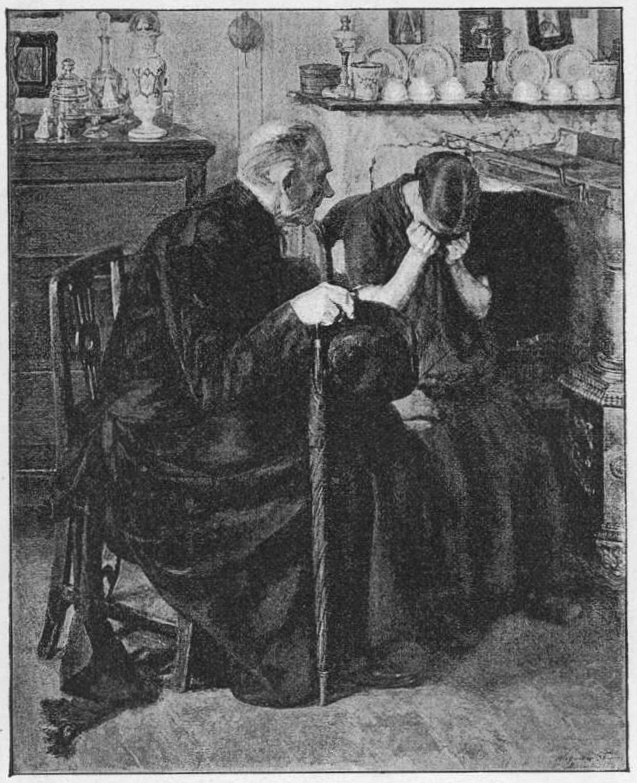
Réconfort aux affligés.
Peut-être.
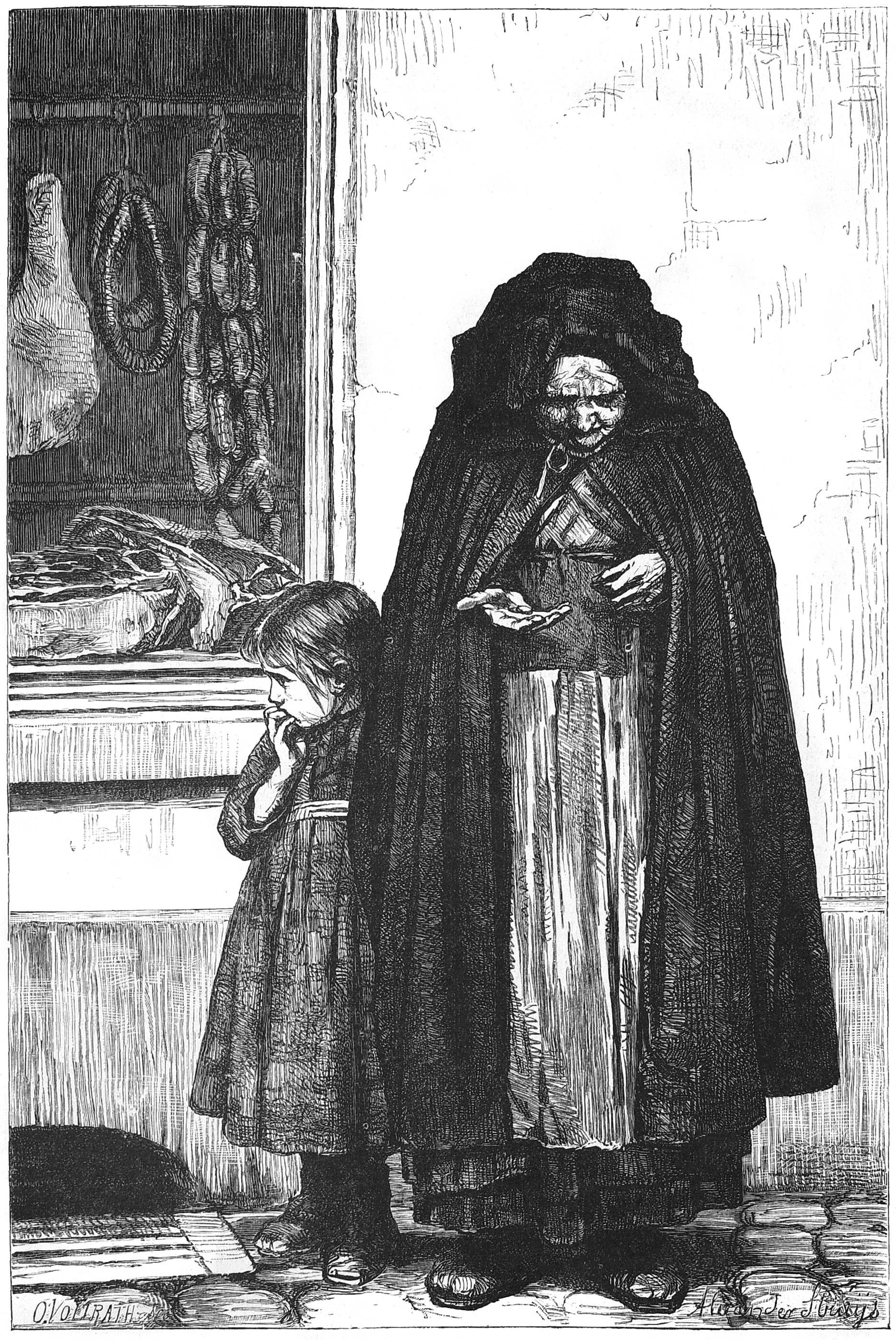
C'est pas assez.
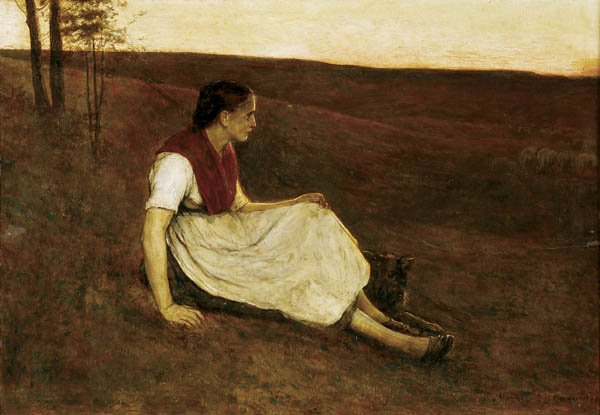
Bergère et son chien au crépuscule.

## Famille et vie privée
Son père, Dirck Pierre, Hollandais, a épousé la Belge Adèle Honorine Thérèse Van Bredael. Arrivé à Malines, et après y avoir été antiquaire et rempli le musée de cette ville, il y est devenu un excellent maître-verrier.
Leur fils Alexandre n'eut pas de chance au tirage au sort quand il se présenta pour savoir s'il allait devoir prester son service militaire, il tira le numéro 442. Ses parents acceptèrent de payer un autre jeune pour le remplacer et un certificat de remplacement fut dressé par les services administratifs du 2e régiment de Chasseurs à pied pour régulariser sa situation militaire en 1872 à Anvers,.
Il a épousé sa cousine hollandaise Pauline Struys et a eu deux enfants.

## Héritage artistique et mémoriel

### Œuvre dans les musées
Ses tableaux se retrouvent dans les musées suivants : Le Testament connu également sous le nom les Oiseaux de proie (1876) au musée de l'Ermitage à Saint-Pétersbourg, Oubliée ou Vergessen (1879) au Philadelphia Museum of Art. Au musée de Dordrecht, on peut admirer Abandonnée (1874). Les musées d'Anvers, de Gand, de Malines et de Bruxelles (voir note 1) en ont aussi. Les musées de la ville de Liège possèdent Dentelière (début du XXe siècle). Le musée de Tournai possède le tableau Plus de pain !

### Archives
- Farde de documentation établie par Louis Stroobant sur Alexandre Struys constituée d'un manuscrit et de nombreuses coupures de journaux et d'autres documents manuscrits ou imprimés d'époque (entre les années 1880-1903). (collection privée).